# Roland Suniula
Roland Suniula (Pago Pago, 17 dicembre 1986) è un rugbista a 15 statunitense, attivo nel ruolo di tre quarti centro e 17 volte internazionale per gli Stati Uniti.

## Biografia
Roland nasce nelle Samoa Americane; fratello di Andrew e Shalom entrambi internazionali a 15 e a 7 per gli Stati Uniti d'America.
Nel 2012 gioca per i Chicago Griffiths nella Rugby Super League, trasferendosi in Francia all'Auch per la stagione successiva di Pro D2; dopo una stagione si trasferisce al 
Vienne e poi al Chalon in Fédérale 1, prima di fare ritorno in patria.
Nel 2016 firma con gli Ohio Aviators e disputa la stagione inaugurale di PRO Rugby. Nel 2017-18 viene ingaggiato in Italia al Reggio Emilia per disputare l'Eccellenza; al termine della stagione fa nuovamente ritorno negli Stati Uniti all'Austin Gilgronis e poi ai Seattle Seawolves in Major League Rugby.

### Carriera internazionale
Nell'ottobre 2008 fa il suo esordio internazionale con la maglia della Nazionale a 7, disputando 13 tornei IRB fino al 2012.
Il 31 maggio 2009 fa il suo esordio con la Nazionale statunitense contro l'Irlanda in tour in America settentrionale; nel 2011 disputa la Churchill Cup e viene convocato per disputare la Coppa del Mondo in Nuova Zelanda, dove disputa tre partite su quattro della fase a gironi.
Nel 2015 gioca il suo ultimo cap internazionale in occasione del match contro il Canada, valido per la qualificazione alla Coppa del Mondo 2015.

## Palmarès
- Major League Rugby: 1
Seattle Seawolves: 2019